# 303
303 (CCCIII na numeração romana) foi um ano comum do século IV do Calendário Juliano, da Era de Cristo, teve início a uma sexta-feira  e terminou também a uma sexta-feira, a sua letra dominical foi C (52 semanas).
| Ano completo                       |
| ---------------------------------- |
| Ano comum com início à sexta-feira |

## Acontecimentos
- Diocleciano inicia a maior perseguição aos Cristãos da história do Império Romano; Sosiano Hiérocles, procônsul da província da Bitínia é apontado como o instigador, também de uma severa perseguição aos cristãos, movida por Galério.
- 24 de Fevereiro - Galério, Imperador Romano, torna público o Édito que inicia a perseguição aos cristãos na sua parte do Império.
- O xá sassânida Hormisda IV sucede a Narses.

## Mortes
- 21 de abril - Alexandra, imperatriz consorte romana e mártir cristã.
- 23 de Abril - São Jorge, soldado do Império Romano e mártir cristão.
- Adriano de Nicomédia, santo cristão (ou em 304 ou 306)[1][2]
- Cao Huan, último imperador do Reino de Wei
- Expedito, oficial do exército romano e mártir cristão.
- Engrácia de Saragoça, mártir cristã.